# Willie Anderson (Fußballspieler)
William John „Willie“ Anderson (* 24. Januar 1947 in Liverpool) ist ein ehemaliger englischer Fußballspieler. Der Flügelspieler galt als bei Manchester United als ein vielversprechendes Talent, ähnlich wie sein Mitspieler George Best. Das sportliche Glück fand er dann jedoch erst bei Aston Villa, Cardiff City sowie später in Nordamerika bei den Portland Timbers.

## Sportlicher Werdegang
Obwohl Andersons Fußballkarriere erfolgreich in der Nachwuchsabteilung von Manchester United begann und er 1964 in derselben Mannschaft mit Spielern wie George Best stand, die 1964 den FA Youth Cup gewann, gelang ihm dort nicht der sportliche Durchbruch. Als Flügelspieler war er hinter Best nur „zweite Wahl“ und als dieser mit „United“ 1965 englischer Meister wurde, hatte Anderson nicht ein einziges Ligaspiel in der Saison bestritten. Im Jahr darauf absolvierte er neben sechs Meisterschaftspartien das FA-Cup-Halbfinale gegen den FC Everton und das Rückspiel im Europapokal der Landesmeister ebenfalls im Semifinale gegen Partizan Belgrad, was jedoch in beiden Fällen mit dem Ausscheiden aus dem Wettbewerb endete. Nach nur einem weiteren Ligaauftritt und bereits vor dem erneuten englischen Meistertitel 1967, war Anderson im Januar 1967 zu Aston Villa gewechselt.
Im Gegensatz zu der erfolgreichen United-Mannschaft fand sich Anderson beim Ligakonkurrenten jedoch im Abstiegskampf wieder und letztlich musste er, obwohl er in den verbleibenden Saisonpartien fünf Tore beisteuerte, den Gang in die Zweitklassigkeit antreten. Drei Jahre später verschlechterte sich die sportliche Perspektive weiter, als Aston Villa 1970 als Vorletzter der zweiten Liga abschloss und somit fortan nur noch drittklassig war. Dennoch stach der trickreiche Publikumsliebling aus der Mannschaft weiterhin positiv heraus und 1971 verhalf Anderson Aston Villa zum Einzug ins Ligapokalfinale. Im Jahr darauf gelang als Drittligameister immerhin die Rückkehr in die Second Division und Anderson hatte insgesamt 15 Pflichtspieltreffer erzielt. Insgesamt gelangen ihm 44 Tore bei 267 Auftritten für die „Villans“, bevor es ihn im Februar 1973 zum walisischen Klub Cardiff City zog, der ebenfalls in der zweiten englischen Liga spielte.
Während seiner Zeit in Cardiff gewann er dreimal den walisischen Pokal und 1976 stieg er als Drittligavizemeister in die zweite Liga auf, aus der er mit Cardiff ein Jahr zuvor abgestiegen war. Schon vor seinem Abschied aus Cardiff hatte er 1975 in der nordamerikanischen NASL leihweise für die Portland Timbers gespielt und dort erst im Finale gegen die Tampa Bay Rowdies (mit George Best) verloren. 1977 kehrte er dorthin zurück und bis 1982 spielte er für Portland zusätzlich im organisierten Hallenfußball. Diesbezüglich hatte er auch in der Major Indoor Soccer League (MISL) noch in den Jahren 1979/80 in den Reihen der Wichita Wings gestanden.

## Titel/Auszeichnungen
- Walisischer Pokal (3): 1973, 1974, 1976
- FA Youth Cup (1): 1964